# 釋善權
釋善權（?—?），字巽中，世稱瘦權或權巽中，俗姓高。江西靖安人，宋朝高僧。江西詩派人物。
靖安高氏子。善詩文，有詩：“桃李紛已華，草木俱怒長。”《石門文字禪》卷二十九《馮氏墓銘》曰：「傳法沙門善權，以政和五年十月某日葬其母馮氏于幽谷山之陽。」撰有《真隱集》。